# Chelonoideae
Chelonoideae, potporodica porodice trpučevki (Plantaginaceae), dio reda medićolike. Ime je dobila po tipičnom rodu Chelone ili čelone iz Sjeverne Amerike. Postoji podjela na 2 tribusa.
Ne smije se brkati sa potporodicom morskih kornjača sličnog imena, Chelonioidea.

## Rodovi
1. Tribus Russelieae Pennell
  1. Russelia Jacq. (43 spp.); ruzelija, vazdazeleni polugrmovi
  2. Tetranema Benth. (5 spp.)
2. Tribus Cheloneae Benth.
  1. Chelone L. (4 spp.); čelone
  2. Nothochelone (A.Gray) Straw (1 sp.)
  3. Chionophila Benth. (2 spp.)
  4. Keckiella Straw (7 spp.)
  5. Pennellianthus Crosswh. & Kawano (1 sp.)
  6. Penstemon Schmidel (284 spp.); hr., penstemon
  7. Uroskinnera Lindl. (4 spp.)
  8. Collinsia Nutt. (21 spp.)
  9. Tonella Nutt. ex A.Gray (2 spp.)